# Закон про заборону змішаних шлюбів
Закон про заборону змішаних шлюбів № 55 від 1949 року був одним з перших законів, що ознаменували наступ режиму апартеїду у Південноафриканській республіці після приходу до влади Національної партії. Він забороняв шлюби поміж білими та представниками різних расових груп (шлюби поміж останніми не обмежувалися). Чотири расові групи було визначено наступного 1950 року в Законі про реєстрацію населення.
За три роки до вступу закону в дію міжрасові шлюби складали 0,23% від всіх зареєстрованих шлюбів.
1968 року вимоги закону стали жорсткішими: відповідно до змін, визнавалися недійсними міжрасові шлюби громадян країни, укладені за кордоном.
19 червня 1985 року уряд президента П. Боти скасував закон.
Схожі за змістом «расові» закони існували в інших країнах. Зокрема, в різних штатах (включаючи такі, які ніколи не входили до складу Конфедерації Півдня) США до 1967 року діяли так звані закони про недопустимість забруднення раси, а в нацистській Німеччині до 1945 р. діяли Нюрнберзькі расові закони.